# Pożar w klubie nocnym w Bukareszcie
Pożar w klubie nocnym w Bukareszcie – katastrofa, która miała miejsce 30 października 2015 roku w klubie Colectiv w Bukareszcie, a która doprowadziło do śmierci 64 osób.
Pożar wybuchł podczas darmowego koncertu metalcore'owego zespołu Goodbye to Gravity, który na występie świętował premierę swojego nowego albumu,  Mantras of War. Zastosowane przez zespół efekty pirotechniczne przyczyniły się do podpalenia poliuretanowych elementów akustycznych sceny, a pożar szybko rozprzestrzenił się na pozostałą część klubu. Według urzędników, nie było zezwolenia na zastosowanie podczas koncertu środków pirotechnicznych. Po tym zdarzeniu premier Rumunii Victor Ponta podjął decyzję o ogłoszeniu trzydniowej żałoby narodowej.
W związku z tym wydarzeniem i następującymi po nim demonstracjami w stolicy kraju, premier Rumunii podał się do dymisji.